# Junge Journalistinnen und Journalisten Schweiz
Die Organisation Junge Journalistinnen und Journalisten Schweiz (JJS) vertritt als Schweizer Jugendmedienverband die Interessen von Jugendmedien sowie junger «Medienschaffender» in der Schweiz.
Die Vereinigung mit Sitz in Zürich bietet und vermittelt Aus- und Weiterbildung zur Förderung der Medienkompetenz bei Jugendlichen und jungen Erwachsenen. Sie vernetzt die Schweizer Jugendmedienszene national und international. Zudem bietet sie Beratung bei redaktionellen und verlegerischen Problemen junger Medienschaffender.
1998 wurde die Schweizerische Vereinigung der Jugendpresse (ASPJ) in Freiburg gegründet. Gründer war der Freiburger Daniel M. Bühlmann, der bis 2004 Präsident war. 2005 übernahm Andreas Renggli das Amt. Am 1. Januar 2006 wechselte die ASPJ ihren Namen auf Junge Medien Schweiz (JMS). Von 2008 bis 2012 war Anita Kupper Präsidentin, für das Jahr 2013 übernahm Felix Unholz das Präsidium. Auf ihn folgten Elia Blülle (2014 bis 2016), Matthias Strasser (2016 bis 2018) sowie Manuela Paganini (2018 bis 2020). Seit Anfang 2020 sind Pascal Scheiber und Silvan Zemp die beiden Co-Präsidenten des Verbands. 2019 änderte der Verband seinen Namen von Junge Journalisten Schweiz auf Junge Journalistinnen und Journalisten Schweiz.